# Pokrowsk (Sacha)
Pokrowsk (russisch Покровск, jakutisch Покровскай/Pokrowskaj) ist eine Stadt in der Republik Sacha (Jakutien) in Russland mit 9495 Einwohnern (Stand 14. Oktober 2010).

## Geographie
Die Stadt liegt im Süden der Mitteljakutischen Niederung, etwa 75 km südwestlich der Republikshauptstadt Jakutsk, am linken Ufer der Lena.
Die Stadt Pokrowsk ist der Republik administrativ direkt unterstellt und zugleich Verwaltungszentrum des Rajons (Ulus) Changalasski.
Durch Pokrowsk führt die Straße 98K-003, auf den letzten knapp 100 Kilometern vor Jakutsk eine Alternativstrecke zur am jenseitigen Lenaufer verlaufenden Fernstraße A360 (Lena).

## Geschichte
Pokrowsk wurde 1682 von Kosaken als Ostrog Karaulny Mys (russisch für Wachposten-Kap) gegründet. Später entstand das Dorf Pokrowskoje (nach dem russisch-orthodoxen Pokrow (Preswjatoi Bogorodizy) für Mariä Schutz und Fürbitte). 1941 wurde der Ort unter dem heutigen Namen zur Siedlung städtischen Typs erhoben, 1998 erhielt er Stadtrecht.

### Bevölkerungsentwicklung
| Jahr | Einwohner |
| ---- | --------- |
| 1939 | 2.253     |
| 1959 | 5.038     |
| 1970 | 6.574     |
| 1979 | 7.342     |
| 1989 | 9.283     |
| 2002 | 10.092    |
| 2010 | 9.495     |

Anmerkung: Volkszählungsdaten

## Kultur, Bildung und Sehenswürdigkeiten
Im Pokrowsk ist das Zentrum für nördlichen Ackerbau und Selektion des Jakutischen Landwirtschafts-Forschungsinstitutes ansässig.
Seit 1962 gibt es im Ort ein Heimatmuseum, welches seit 1992 den Namen Gawriil Ksenofontows (1888–1938) trägt, welcher als erster jakutischer Historiker, Ethnograph und Folklorist gilt und Opfer von Stalins Großem Terror wurde.
Im Dorf Kjordjom am gegenüber liegenden Lenaufer steht die Nikolski-Kirche. Im Ulus gibt es verschiedene archäologische Fundstätten sowie Felszeichnungen. Etwa 50 Kilometer flussaufwärts beginnen am rechten Lenaufer die sich über 100 Kilometer erstreckenden Felsformationen der Lenskije stolby (Lenasäulen).

## Wirtschaft
In Pokrowsk gibt es Betriebe der Bau- (Ziegel, Betonfertigteile, Asphalt) und Holzwirtschaft. Zudem ist die Stadt Zentrum eines Landwirtschaftsgebietes (Getreide, Gemüse, Rinder-, Pferde- und Pelztierhaltung).